# ブラック・ハート
『ブラック・ハート』（Fait Accompli）は、1998年製作のアメリカ映画。アメリカで発売されたビデオ・DVD盤のタイトルは『Voodoo Dawn』。クエンティン・タランティーノ監督作品の撮影家として知られているアンジェイ・セクラの初監督作品である。

## ストーリー
凶悪犯フランク・バーロウは、自分を刑務所送りにした上に弟を殺した警官サム・マーチャントを恨んでいた。同室になったある囚人からブードゥー教の黒魔術を教わり、復讐のためサムとその家族に呪いをかけた。結果サムとその妻ジェニー、3人兄弟である息子たちの一人ニックが死んだが、長男A.J.と次男スコットは生き残る。フランクは更に自分の愛人ジェゼベルに二人を接近させ、復讐を成就させようとする。

## キャスト
※括弧内は日本語吹き替え
- フランク・バーロウ：マイケル・マドセン（山路和弘）
- ジェゼベル：ロザンナ・アークエット（日野由利加）
- AJ：バルサザール・ゲティ（鳥海勝美）
- スコット：フィリップ・グラッサー（鈴木正和）
- ルーク：ジェームズ・ルッソ（小池浩司）
- グライムズ：ロバート・ノット（樫井笙人）
- マート：ロイ・エイゲロフ（木村雅史）
- ハスケル：ジャック・ラドスタ（天田益男）
- ニック：スチュアート・ストーン
- ジョン・バーロウ：オースティン・B・チャーチ

日本語吹替その他：江川大輔、田村聖子、水島大宙、小池亜希子、大鐘則子
日本語版制作スタッフ 演出：久保宗一郎、翻訳：竹本浩子、調整：高橋暁、制作：東北新社